# Samy Daussat

Samy Daussat (2013)

Samuel „Samy“ Daussat (* 3. Februar 1972 in Lannion) ist ein französischer Jazzmusiker (Gitarre, Komposition).

## Leben und Wirken
Daussat wuchs in einer Familie von Amateurmusikern auf; sein Vater spielte Blues-Mundharmonika, sein Großvater Jazzpiano und sein Urgroßvater klassisches Piano. Im Alter von sieben Jahren erhielt er klassischen Gitarrenunterricht, später interessiert er sich für Jazz. Ab 1989 erhielt er Unterricht bei Pierre Cullaz in Paris; 1995 machte er im „La Chope des Puces“ erste Kontakte mit dem Gypsy-Jazz von Moreno Winterstein.
1996 engagierte Winsterstein Daussat in seinem Trio. Dann spielte er bei Patrick Saussois in dessen Band Alma Sinti Rhythmusgitarre, um dann als Sologitarrist mit Ramon Galan, Jean Cortes und François Ricard das Minor Swing Quartet zu bilden, mit dem er die Alben Swing de Paris (1996) und Place de Vosges (1998) vorlegte. 1999 begegnete er Babik Reinhardt beim Django-Reinhardt-Festival in Samois-sur-Seine; er spielte in dessen Formation mit Christian Escoudé und Florin Niculescu. Sechs Jahre lang gehörte er zur Band von Raphaël Faÿs.
Mit David und Noé Reinhardt bildete er Daussat das David Reinhardt Trio, das 2004 bei Cristal Records die gleichnamige CD veröffentlichte. 2007 begleitete er Tchavolo Schmitt in Europa und Japan, mit dem später die Alben Live in Paris (2010) und Mélancolies d’un Soir (2014) entstanden. Gemeinsam legten sie das Album Nouvelle Vague (2013) vor. Béro Landauer holte ihn für seine Produktion Comme Autrefois und Michel Lefort lud ihn zu dem Album Une histoire en cours... ein, auf dem drei Gitarristen-Generationen Kompositionen von Django Reinhardt interpretierten.
2008 gründete Daussat seine eigene Band, mit der er im selben Jahr sein Debütalbum La petite famille vorlegte. Es folgen die Alben In Time (2011) und Nouvelle vague (2013). 2020 entstand das GouzaBass-Trio mit Clément Vallin (Bass) und Marc Dupont (Schlagzeug), das Eigenkompositionen aus den Genres Jazz, Soul und Weltmusik interpretiert. Er ist auch auf Alben der Paris Klezmer Band, von Le Taxin, Laudat & Dubanton, Jean-Baptiste Struber, Frédéric Bélinsky, Lucy Dixon und Lise Nicoll zu hören.
Weiterhin schrieb Daussat für das Magazin Guitarist acoustic und veröffentlichte Gitarrenkurse, etwa zwei Lehrbücher in Zusammenarbeit mit Angelo Debarre und Denis Roux.